# Joseph Calvet
Pour les articles homonymes, voir Calvet.
Joseph Calvet est un célèbre violoniste français né Étienne André Joseph Calvet, à Valence (Tarn-et-Garonne) le 8 octobre 1897, et mort à Paris 17e le 3 mai 1984.
Il fonda en 1919 le fameux Quatuor Calvet.

## Biographie

### Études musicales
Joseph Calvet commence l'étude du violon au conservatoire de Toulouse, où il obtient un Premier prix en 1904, puis poursuit ses études au Conservatoire de Paris, et obtient également un Premier Prix en 1919. Calvet fut formé à l'école franco-belge du violon qui se développa entre la seconde moitié du XIXe siècle et la première moitié du XXe.

### Le Quatuor Calvet
En 1919, il crée son quatuor à cordes avec Georges Mignot (2e violon, remplacé par Daniel Guilevitch en 1929), Léon Pascal à l'alto et Paul Mas au violoncelle. Moins de dix ans plus tard, la renommée du Quatuor Calvet est faite, et c'est avec le soutien de Nadia Boulanger que le Quatuor donne l'intégrale des quatuors de Beethoven à Paris. Parallèlement, Joseph Calvet et son quatuor défendent ardemment la musique française de leurs contemporains, en interprétant et enregistrant notamment les quatuors de Fauré, Debussy et Ravel. Cette première formation s'achève au début de la Seconde Guerre mondiale par le départ de Daniel Guilevitch - qui était juif - pour les États-Unis (où il adopte le nom de Daniel Guilet), et ce n'est qu'à la fin de celle-ci que Joseph Calvet ressuscite en quelque sorte le quatuor avec de nouveaux partenaires : le violoniste Jean Champeil, l'altiste Maurice Husson et le violoncelliste Manuel Recasens. Cette nouvelle formation connaît un vif succès au sortir de la guerre, et créera alors des quatuors du répertoire français, notamment celui de Florent Schmitt en 1948,  comme la formation précédente l'avait fait avec ceux de Guy Ropartz et de Jean Françaix. Le quatuor Calvet est finalement dissous en 1950.

## Enregistrements historiques
- Beethoven : Quatuors n° 1 op. 18 et n° 14 op. 131 (1936, 1938) ; Teldec Telefunken Legacy 3984-28413-2
- Fauré : Quatuor avec piano n°1 en ut mineur
- Schubert : Quatuor n°14 en ré mineur La Jeune fille et la mort

Joseph Calvet jouait un violon de Carlo Landolfi (ca 1750-1755)